# Division S
Division S, från Stenhamra på Färingsö i Ekerö kommun var en av Sveriges första vit makt-musikgrupper.
Bandet bildades 1986 och har vid flera tillfällen uppträtt tillsammans med andra vit makt-band som Midgårds Söner (radikal vikingarock), Svastika och Dirlewanger.
Några av de som under åren varit med i Division S är Andreas Bedecs, Niklas R (gitarr) och Jonas Svensson (sång).
Bandet har släppt några skivor på bolag som 88 Musik/Nordland och medverkat på ett antal samlingsskivor med vit makt-musik.

## Diskografi
- Attack - (1994, Nordland Records)
- Division S / Bully Boys split-CD - (1994, Nordland Records)
- Hate - (1995, Nordland Records)